# Zaječar (district)
Le district de Zaječar (en serbe cyrillique : Зајечарски округ ; en serbe latin : Zaječarski okrug) est une subdivision administrative de la république de Serbie. Au recensement de 2011, il comptait 118 295 habitants. Le centre administratif du district de Zaječar est la ville de Zaječar.
Le district est situé à l'est de la Serbie.

## Villes et municipalités du district de Zaječar
| Nom       | Superficie (en km²) | Population 2002 | Population 2011 | Statut       |
| --------- | ------------------- | --------------- | --------------- | ------------ |
| Boljevac  | 828                 | 15 849          | 12 865          | Municipalité |
| Zaječar   | 1 068               | 65 969          | 58 547          | Ville        |
| Knjaževac | 1 202               | 37 172          | 30 902          | Municipalité |
| Sokobanja | 525                 | 18 571          | 15 981          | Municipalité |
| Total     | 3 623               | 137 561         | 118 295         |              |